# Wallace Shawn
Wallace Michael Shawn (født 12. november 1943) er en amerikansk skuespiller og dramatiker.

## Biografi
Shawn blev født i New York og bor der i dag. Han er søn til William Shawn, som var redaktør for The New Yorker, og journalisten Cecille Lyon Shawn. Han har også en bror, Allen Shawn, som er komponist. Shawn studerede ved The Putney School, et privat «liberal arts high school» i Putney, Vermont og tog eksamen med en Bachelor of Arts i historie ved Harvard University. Han studerede også økonomi og filosofi ved University of Oxford, siden han oprindeligt gerne ville være diplomat. Shawn rejste også til Indien som en engelsklærer. Siden 1979 har han hovedsageligt beskæftiget sig med skuespil.
Hans partner er skribenten Deborah Eisenberg.

## Udvalgt filmografi
- Prinsessen og de skøre riddere – 1987
- Desperate Housewives – 2005
- Gossip Girl – 2008-2012